# 17好聰明
《17直播 17好聰明》，簡稱《17好聰明》，節目英文名「17Q」，是17 Media與八大電視股份有限公司聯合製作的即時互動益智節目，主持人為謝震武、解婕翎，由八大綜合台於2018年2月24日首播。林柏昇亦有短暫主持幾集。在6月9日播出的第16集節目起，辜莞允與四葉草加入主持陣容。
節目名的17，讀做「一七」，取名諧音「一起」。有大家一起進行遊戲的意義，是為該節目的宗旨。

## 播出時間

### 首播
第一版播出時間
| 頻道       | 所在地 | 播映日期      | 播出時間            |
| ---------- | ------ | ------------- | ------------------- |
| 八大綜合台 | 臺灣   | 2018年2月24日 | 每週六 20:30－22:00 |

第二版播出時間
| 頻道       | 所在地 | 播映日期     | 播出時間            |
| ---------- | ------ | ------------ | ------------------- |
| 八大綜合台 | 臺灣   | 2018年6月9日 | 每週六 20:00－21:30 |

### 重播
| 頻道       | 所在地 | 播映日期      | 播出時間            |
| ---------- | ------ | ------------- | ------------------- |
| 八大綜合台 | 臺灣   | 2018年2月25日 | 每週日 13:00－14:30 |

## 節目內容
每一集節目，製作單位會以各種不同的主題為主，並於每一集節目邀請八位參賽者（第一版為個人賽，第二版為二人一組團體賽），與七到十位不等的「陪考團」成員進行遊戲（在第一版限定）。每一集遊戲均有〈資格賽〉與〈獎金挑戰賽〉兩部分。〈資格賽〉則是由主持人群詢問參賽者，以搶答方式，取得〈獎金挑戰賽〉的參賽資格的環節。而獎金挑戰賽部分，則是參賽者進行四選一選擇題問答的環節。

### 資格賽
〈資格賽〉是主持人辜莞允與解婕翎詢問參賽者問題後，由參賽者按鈴搶答，以最先搶得，且回答正確者，即可取得〈獎金挑戰賽〉資格的環節。
於一集節目當中的參賽者，如能在〈資格賽〉搶答兩次或以上，並正確地答對問題者，亦可進行相對應次數的〈獎金挑戰賽〉。換句話說，參賽者於一集節目內，可不受只有進行一次〈獎金挑戰賽〉的限制。

#### 第一版資格賽與第二版資格賽
第一版本〈資格賽〉，是由8名以單人為單位並參賽的搶答賽。主持人詢問的問題種類不一定，有四選一選擇題、排列題，以及問答題，視製作單位安排的題目而定。先取得答題資格，再將題目答對者，即可獲得〈獎金挑戰賽〉的參賽資格。
第二版本〈資格賽〉，是由4組以雙人組合並參賽的搶答賽。主持人詢問參賽者二選一或三選一問題，參賽者搶答後進行回答。如果答對，可累積一分，答錯者，則不計分。若有一組參賽者於二選一問題累計共兩分，或三選一問題取得一分，則可取得〈獎金挑戰賽〉的資格。而第二版本的資格賽，是連電視機觀眾也可以進行回答的。製作單位於每題準備五千元獎金，讓參賽者進行參賽的同時，電視機觀眾透過指定手機應用程式，進行二選一或三選一作答。如果答對，可取得每題的五千元均分獎金，按照答對人數平均分配；若電視機觀眾答錯，則甚麼也沒有。
在7月14日第20集的節目起，新增〈獎金挑戰賽〉的資格取得，改由製作單位提供連結於該參賽者，並請觀眾於相對應的參賽者臉書粉絲團，按下指定的網址。由製作單位後台統計誰的支持度為最高（即點擊率數字為最多者），可優先取得參賽資格；或者以觀眾直接透過App的方式投票決定誰先答題。這兩種參賽方法，可以說是參賽者的參賽資格按照由點擊率高高到低，或者說是投票數最高者的數據進行順位答題。而此種取得資格的遊戲進行，就可能無答題環節。但製作單位會安排把這類答題改為開播之前或的「暖場題」，或是後的「彩蛋題」，供「網友」們進行答題。

### 獎金挑戰賽
〈獎金挑戰賽〉是由謝震武向參賽者進行一對一的問題環節。參賽者進行四選一選擇題問答。在第一版，每回合共有十二題；在第二版，每回合共有十題。
參賽者的獎金搖錢樹結構如下
| 題目數   | 可取得獎金    |
| -------- | ------------- |
| 第一題   | NTD 1,000.-   |
| 第二題   | NTD 2,000.-   |
| 第三題   | NTD 3,000.-   |
| 第四題   | NTD 4,000.-   |
| 第五題   | NTD 5,000.-   |
| 第六題   | NTD 7,000.-   |
| 第七題   | NTD 10,000.-  |
| 第八題   | NTD 14,000.-  |
| 第九題   | NTD 20,000.-  |
| 第十題   | NTD 30,000.-  |
| 第十一題 | NTD 50,000.-  |
| 第十二題 | NTD 100,000.- |

| 題目數 | 可取得獎金    |
| ------ | ------------- |
| 第一題 | NTD 1,000.-   |
| 第二題 | NTD 2,000.-   |
| 第三題 | NTD 4,000.-   |
| 第四題 | NTD 6,000.-   |
| 第五題 | NTD 8,000.-   |
| 第六題 | NTD 10,000.-  |
| 第七題 | NTD 20,000.-  |
| 第八題 | NTD 30,000.-  |
| 第九題 | NTD 50,000.-  |
| 第十題 | NTD 100,000.- |

第一版本遊戲中，第七題環節則是由網友透過手機應用程式決定參賽者要回答四種類型問題當中的其中一個類型，以票選數最多者為主，參賽者就必須要回答網友共同決定的題型。在第二版本當中，則是在第六題決定。
而每次的參賽者於一回合的遊戲環節當中，可以擁有兩種「免死金牌」（即求救法）。在第一版節目中，參賽者必須於前六題之前使用完畢，第七題以後不能使用此兩種免死金牌（即使參賽者有剩下，也不能於第七題至第十二題使用。參賽者必須憑藉自己的知識範圍，自行回答第七題到第十二題的題目）；第二版則是在前五題之前都使用完畢（即使參賽者有剩下，也不能於第六題至第十題使用。參賽者必須憑藉自己的知識範圍，自行回答第六題到第十題的題目）。而參賽者回答一次的題目，只能使用一種免死金牌，參賽者不可於一次題目將兩種求救法給同時使用。
網友借我抄
即網友於參賽者回答期間，參賽者可事先得知有多少名網友選擇了該問題的答案選項比例分布。參賽者根據網友回答的比例，做出一個答案選擇。但如果參賽者採信網友錯誤的選擇而選擇不正確的選項導致答錯者，則遊戲結束。
陪考團
在第一版本遊戲中，節目現場會安排七到十名不等的「陪考團」成員，即會提供答案的智囊團。陪考團的最大特徵，不分男女，都是穿白色襯衫，以作為辨識。參賽者先選擇一名陪考團成員，其成員可以給予參賽者可能的答案，由參賽者自行決定是否採用此名陪考員所提供的答案。如果參賽者採信了陪考團錯誤的資訊而導致答錯，則遊戲結束。
因為陪考團也並非知道所有知識，參賽者在選擇智囊團成員，必須謹慎。參賽者僅能選擇一名陪考團成員，在選擇該名成員並得知參考答案後，則不可再選擇第二名或更多成員，取得更多的意見。順帶一提，當集的陪考團成員是不得參賽的（亦不可使用手機應用程式同步進行答題），僅為輔助參賽者作答。
在第二版本遊戲中，製作單位會先於電視牆上，告知兩個已知的陪考團成員，與第三個「神秘王牌」（有時第三神秘王牌不會出現）。與第一版遊戲相同，參賽者可自行決定一位陪考團成員，透過視訊方式，由陪考團告知參賽者他認為可能的答案；或是透過預錄好的影片，將自己的想法告訴參賽者。於視訊或影片結束後，參賽者可以採信或不採信該陪考團成員給予的參考答案，並說出一個答案。同第一版，參賽者只能選擇一位成員，不可以選擇兩個或三個成員，要求更多的答案。
參賽者的獎金為可保證於答題數對應的獎金，不會有其他益智節目「上一題獎金折半」的情況。而一集以內的參賽者可以不受只有一次環節的限制進行獎金挑戰賽。如果參賽者可以取得兩次或以上的獎金挑戰賽資格者，則可再次進行第二回合的獎金挑戰賽。不過至目前為止，仍未有同一位或同一組參賽者於一集節目當中，進行過兩次或兩次以上遊戲的情況。

#### 網友參賽與領獎
「網友」一詞於此節目，指的是電視機前，或使用手機觀透過指定手機應用程式觀看直播的觀眾。當參賽者進行問答同時，網友也可以透過指定手機應用程式進行同步的問答。不過每一位網友所看到的選項順序，不見得與電視顯示與主持人口述的選擇順序相同，且節目捨棄了如選項前①②③④或ⒶⒷⒸⒹ的標示，因此參賽者們與網友們必須要以自己的知識領域進行回答，尤其是如果網友要彼此之間互報可能的答案選項，建議說出選項文字敘述，不建議如①②③④或ⒶⒷⒸⒹ的標示，否則可能會導致在場另一名同時一起答題的答題者答錯。而每一位網友在手機上看到了題目與字卡後，必須於十秒內選擇一個最可能的答案，方能完成該題作答。要特別注意的是，網友一旦選定了選項，則無法以任何理由做更改，或撤回選定的答案。選定後，由主持人宣布正確答案為何，網友即可得知自己是否正確或錯誤。
網友於該環節的回合中，必須全程答對問題，不可以有任何回答錯誤（包括超時不選擇選項亦算答錯），亦不可中途離開該直播再返回節目回答（包括電量狀態為低電量或完全之無電量、3G、4G、WiFi等各種網路之訊號不佳或過弱、頻寬不高，與手機應用程式版本過舊，而無法順利觀看節目與進行答題…等突發狀況），才能取得獎金分配的資格。即使參賽者途中答錯任何一道題目，網友也必須要答對參賽者答錯的題目，方能符合取得均分獎金的資格。而參賽者持有的兩種免死金牌，網友是無法共用的，且參賽網友也無專屬的求救法。
而參賽者無論於哪一題落敗，或者是全部答對者，則網友就有機會，透過參賽者的翻牌，決定獎金是否為雙倍、折半、持平，或者是歸零。在進行機會命運的同時，場外也會有另外一名特約律師，手持一台iPad Air 2，於每一遊戲環節，正確地顯示著該名參賽者的牌面安排，並見證獎金分發，以示公正。
假設在第一版的遊戲中，有一名參賽者答題到第十二題落敗，取得第十一題的獎金新臺幣50,000圓整，且進行遊戲的網友也符合答題正確到第十二題者有十位，這十位網友就有機會取得製作單位另外提供的獎勵金，並以人數均分之。如果參賽者翻出「雙倍」牌，則可使這50,000獎金被雙倍至100,000，每一名符合領獎資格的參賽網友可以取得新臺幣10,000圓整的獎金；而如果參賽者翻出「折半」牌，則這50,000獎金被折半至25,000，每一名符合領獎資格的參賽網友可以取得新臺幣2,500圓整的獎金。相對的，如果參賽者翻出「歸零」牌，則符合資格的網友是理所當然的無法取得任何獎勵金。如果獎金在除完人數後有小數，以小數點第一位為主，取無條件進入計算之。
網友領獎，是必須持有PayPal（中文名「付費之友」）的帳號，且必須累計到對應於100美元的獎金後，才能於當日的隔月二十五日，透過PayPal領取對應的獎金的。而參賽者則必須自行透過手機應用程式設定其PayPal的收款帳號，才能取得獎金。
而回答遊戲的網友，只能在每一集的首播直播時段進行同步回答，其餘的重播時段是無法進行參賽的。
在第二版之後的遊戲，若參賽者與網友能到第十題全部答對者，無須經過參賽者翻牌，決定獎金的增加或減少，參賽者除了自身的100,000獎金，製作單位再分發獎金池的獎金，給達到第十題答對的網友，並按照答對人數予以瓜分。

### 特別限定獎勵
第十二集與第十三集的節目開始，新增特別限定獎勵，分別為「歸零改累計」與「彩蛋題問答」兩環節。

#### 歸零改累計
第十二集起的節目當中，若參賽者翻到「歸零」，則採「獎金累計至獎金池」方式進行，直到下一個參賽者翻出「砍半」或「加倍」牌為止，則累計至獎金池的獎金加此參賽者的獎金則均分給符合領獎資格的網友。舉例說明：在第一版遊戲中，假設第一名參賽者累計獎金新臺幣14,000圓整，卻翻到「歸零」牌、第二名參賽者累計獎金新臺幣7,000圓整，也一樣翻到「歸零」牌，直到第三名參賽者累積獎金新臺幣3,000圓整後答錯第四題，並翻到「加倍」，成為新臺幣6,000圓整，並且有500名網友答對第四題，則這500名網友就可以取得14,000 + 7,000 + 6,000 = 27,000的每人獎金新臺幣54圓整。
值得注意的是，在第一版遊戲當中，如果在節目接近尾聲的最後一輪遊戲環節當中，如果參賽者照樣翻到「歸零」牌，則最後一回合的獎金則直接歸零不計算，但先前若有累計獎金者，則此累計獎金仍然可以均分給符合資格領獎的網友。第二版遊戲開始，翻到「歸零」者，則納入獎金池，即使到該集節目結束前，也無法取出，並均分給符合其中一位參賽者翻出「加倍」或「砍半」，卻還有領獎資格的網友，而是必須要有參賽者達到第十題答對，方能由原本的十萬獎金再加獎金池的累計獎金，共同加總後，均分給符合領獎資格的網友。

#### 暖場題與彩蛋題問答
第13集起的節目中，由在該集節目未進行答題的參賽者，或者是全部上場過的參賽者，由小天使指定一組參賽者，與網友一起進行加碼答題，由「直播小天使」進行「彩蛋題」環節，也就是決一題問答。「直播小天使」詢問參賽者問題的同時，透過指定手機應用程式觀看直播的網友們，也可以一起作答「彩蛋題」。作答規則同〈獎金挑戰賽〉環節，參賽者若是答對，則直接獲得新台幣3,000元或5,000元整獎金，答錯則甚麼也沒有。而答對該問題的網友，亦可獲得由製作單位提供之每一題的新台幣3,000元或5,000元獎金，並按照答對人數進行瓜分。未上場的參賽人數，與答題題數，視當集情況而定（如果是二人一組版本，基本上則為一組），直到所有參賽者均回答完畢為止，才正式結束該集節目直播。
第20集節目起，如果參賽者取得〈獎金挑戰賽〉資格的方式，為看人氣投票而決定作答順序者，「彩蛋題」就改為節目開播前進行，成為「暖場題」；或者是視情況，於節目結束後，進行「彩蛋題」。與先前節目相同，製作單位均於每題提供新台幣3,000元或5,000元的獎金，給予回答答案正確的網友們，由答題正確的網友瓜分每題新台幣3,000元或5,000元的獎金。而如果該集節目有「暖場題」的節目，在節目正式結束後是否還有「彩蛋題」，視當時製作單位決定是否出現。

## 全部答對者
陳匡怡是第一位在此節目第十三集節目當中，獲得十萬獎金的贏家。而有五名網友也全部答對，每個網友可瓜分新台幣20,000元整的獎金。
他答對的最後問題如下：
| \| 請問下列何者是國立故宮博物院「鎮館三寶」之一？ \| \| \| 翠玉白菜 \| 《清明上河圖》 \| \| 毛公鼎 \| 《谿山行旅圖》 \| |                |
| 正解：《谿山行旅圖》。                                                                                                  |                |
| 請問下列何者是國立故宮博物院「鎮館三寶」之一？                                                                          |                |
| 翠玉白菜 | 《清明上河圖》 |
| 毛公鼎 | 《谿山行旅圖》 |

而孔繁錦與孔祥瑄是第二位（第一組）在此節目第十五集節目當中，獲得十萬獎金的贏家。而有七名網友也全部答對，每個網友可瓜分新台幣14,286元整的獎金。
他們答對的最後問題如下：
| \| 台灣地名無奇不有。請問地名「老飯店」，在下列哪個縣市？ \| \| \| 桃園市 \| 台南市 \| \| 彰化縣 \| 苗栗縣 \| |        |
| 正解：桃園市（位於桃園市楊梅區）。                                                                            |        |
| 台灣地名無奇不有。請問地名「老飯店」，在下列哪個縣市？                                                        |        |
| 桃園市 | 台南市 |
| 彰化縣 | 苗栗縣 |

而網路插畫家組微疼與超直白是第三位（第二組）在此節目第一季最後一集節目當中，獲得十萬元的贏家。而有五百四十五名網友也全部答對，而且答對網友額外多出一整季累積的「歸零囤積值」十一萬共二十一萬給每位答對的網友，平均一人可瓜分新台幣385元整的獎金。
他們答對的最後問題如下：
| \| 《復仇者聯盟3：無限之戰》中出現的「泰坦星」，實際上是太陽系中哪一個行星的衛星？ \| \| \| 金星 \| 土星 \| \| 木星 \| 火星 \| |      |
| 正解：土星（泰坦星是土星第六號衛星，也就是土衛六）。                                                                           |      |
| 《復仇者聯盟3：無限之戰》中出現的「泰坦星」，實際上是太陽系中哪一個行星的衛星？                                                |      |
| 金星 | 土星 |
| 木星 | 火星 |

## 節目冠名
本節目是由17直播冠名贊助。
另配合抽獎活動，第六集起，額外再以捷克的汽車廠牌斯柯達（Škoda）冠名播出。斯柯達的冠名，至5月19日第十三集的節目為止。

## 事件
KID在第一集節目與第二集節目時，因資格賽主持人發問問題時，參賽者按鈴後，KID卻忘了詢問其答案，導致遊戲流程出包。尤其在第二集節目廣告時間時，KID還因犯錯而趴在地上不斷向所有人道歉。製作單位在第三集節目時，暫停KID的主持職務一集，而KID也買了如珍珠奶茶的手搖飲料賠罪。在第六集之後的節目，KID暫時停止主持節目，直至第十四集再次出現。

## 17小聰明
《17小聰明》是《17好聰明》的「續集」，主要是為了因應《17好聰明》於9月起至隔年2月16日為止的「閉關修練」進行改版，於2018年9月未播映時段時的直播帶狀節目。

### 17小聰明的播出
此節目是只有透過17直播的手機應用程式所播送的。節目播出時間為2018年9月1日起至10月6日為止，共5集。每集長度均大約為1小時的時間，無任何商業廣告贊助播出。觀眾同樣也可以在觀看直播節目的同時進行答題，答題規則與《17好聰明》相同，無任何求助法，答錯任何一題即於該回合被淘汰，而到該回合結束後，同樣由最後全答對的觀眾瓜分該回合的獎金。只是無獎金加倍或砍半或歸零制度，主持人宣布獎金有多少，則有領獎資格的玩家按照比例得多少獎金。

### 17小聰明的歷屆主持人
- 第一集：「那對夫妻（页面存档备份，存于）」Kim
- 第二集至第五集：名補教老師呂捷

## 另見
- 謝震武曾於臺灣電視公司主持過的同類型節目《超級大富翁》，與同類型節目，由張小燕主持的《百萬小學堂》。兩節目均由友松傳播製作
- 謝震武也曾於年代MUCH台主持過益智問答節目《今晚誰當家之知識王》[d]
- 美國線上真人問答直播節目HQ
- 由公共電視與Yahoo! TV共同製作的問答直播節目《一呼百應》，由黃子佼與吳姍儒共同主持
- 同類型的網路直播節目《猜Me時間》、live.me的網路節目《賴咪金頭腦》、UpLive的網路節目《Up答人秀》（由徐乃麟主持），以及新浪微博自製之線上節目Money King
- 美國原創節目《百萬富翁》。陳啟泰主持過香港版本（陳志雲主持2018年版本）、曹啟泰也曾主持過新加坡普通話（華語）版本、中國大陸也有《百萬智多星》
- 趙樹海曾主持過的同類型節目《無敵超級二十一》
- 梁赫群曾主持過的同類型節目《黃金計程車》
- 壹傳媒的直播問答節目《動腦A》（或名《天天動腦A》）
- 蝦皮購物的直播問答節目《蝦皮金頭腦》

## 外部連結
- 17好聰明官方網站
- 17好聰明 - 17Q的Facebook專頁
- 在App Store上的「17直播LIVE-你就是主角」（页面存档备份，存于）
- 17直播-知識問答LIVE浪潮 實況視訊互動APP - Google Play應用程式（页面存档备份，存于）

## 節目的變遷
| 臺灣 八大綜合台 每週六20：30－22:00（第十四集前） · 每週六20：00－21:30（第十五集後） | 臺灣 八大綜合台 每週六20：30－22:00（第十四集前） · 每週六20：00－21:30（第十五集後） | 臺灣 八大綜合台 每週六20：30－22:00（第十四集前） · 每週六20：00－21:30（第十五集後） |
| ------------------------------------------------------------------------------------- | ------------------------------------------------------------------------------------- | ------------------------------------------------------------------------------------- |
|                                                                                       | 17好聰明 （2018年2月24日－2018年8月25日）                                             |                                                                                       |
| －                                                                                    | 《極限挑戰2》 （2018年9月1日－2018年10月6日）                                         |                                                                                       |